# 特定空港周辺航空機騒音対策特別措置法
特定空港周辺航空機騒音対策特別措置法（とくていくうこうしゅうへんこうくうきたいさくとくべつそちほう、昭和53年4月20日法律第26号）は、特定空港の周辺について、航空機騒音対策基本方針の策定、土地利用に関する規制その他の特別の措置を講ずることにより、航空機の騒音により生ずる障害を防止し、あわせて適正かつ合理的な土地利用を図ることに関する日本の法律である。
国土交通省航空局空港業務課騒音防災技術室が所管し、同局首都圏空港課、環境省水・大気環境局環境管理課および千葉県総合企画部成田空港政策課と連携して執行にあたる。

## 概要
特定空港における航空機騒音対策基本方針の策定、航空機騒音障害防止地区や航空機騒音障害防止特別地区の設置が規定されている。
航空機騒音障害防止地区では以下の建築物について防音上有効な構造としなければならない。また航空機騒音障害防止特別地区では一部の例外を除き、以下の建築物を建築をしてはならない。
- 学校教育の一条校
- 20人以上の患者を入院させるための病院
- 住宅
- 上記に類する建築物で政令で定めるもの（同法施行令第6条で保育園、特別養護老人ホーム等が指定）

## 対象
法文上、「空港法第四条第一項各号に掲げる空港及び同法第五条第一項に規定する地方管理空港であつて、おおむね十年後においてその周辺の広範囲な地域にわたり航空機の著しい騒音が及ぶこととなり、かつ、その地域において宅地化が進むと予想されるため、その周辺について航空機の騒音により生ずる障害を防止し、あわせて適正かつ合理的な土地利用を図る必要があると認められるもの」（第2条第1項）を特定空港に指定できることになっているが、制定時から現在まで、成田国際空港のみが指定されている（同法施行令（昭和53年10月19日政令第355号）第1条）。